# كيرا كازانتسيف
كيرا كازانتسيف (بالإنجليزية: Kira Kazantsev)‏ مواليد 20 يوليو 1991 في سان فرانسيسكو، حصلت على لقب ملكة جمال أمريكا لعام 2015 بعد أن شاركت في المسابقة وهي تمثل ولاية نيويورك.

وخلال المسابقة، أعربت كيرا عن اعتقادها بأنّ الاعتداء الجنسي داخل الجيش الأمريكي مشكلة مهمّة، يجب أن يتعامل معها المشرّعون.
يُذكر أنّ كيرا تعمل للحصول على درجة الماجستير في إدارة الأعمال.

## وصلات خارجية
- كيرا كازانتسيف على موقع IMDb (الإنجليزية)

- الموقع الإلكتروني